# Acodres
ACODRES es la sigla para la Asociación Colombiana de la Industria Gastronómica, que es una de las entidades sin ánimo de lucro que representa a la actividad de restaurantes en algunas ciudades de Colombia. 

## Representación

### Organización Local
ACODRES existe por medio de entidades descentralizadas, denominadas Capítulos, que funcionan de manera constante en las ciudades de Bogotá, Bucaramanga, Cali, Cartagena, Cúcuta, Ibagué y Santa Marta. 

## Historia
La Asociación Colombiana de la Industria Gastronómica ACODRES fue fundada el 19 de abril de 1997.

## Congreso Nacional de Restaurantes
La Asociación organiza una reunión de afiliados denominada Congreso Nacional de Restaurantes, que ha tenido las siguientes versiones:
| N.º  | Sede         | Fecha                          |  |
| ---- | ------------ | ------------------------------ |  |
| IV   | Bogotá       | 9 y 10 de junio de 2008        |  |
| V    | Cúcuta       | 25 y 26 de octubre de 2012     |  |
| VI   | Ibagué       | 21 y 22 de octubre de 2014     |  |
| VII  | Santa Marta  | 5 al 6 de noviembre de 2015    |  |
| VIII | Bucaramanga  | 6 al 8 de octubre de 2016      |  |
| IX   | Barranquilla | 9 al 11 de noviembre de 2017   |  |
| X    | Bogotá       | 18 al 19 de octubre de 2019    |  |
| XI   | Bogotá       | 20 al 21 de octubre de 2021    |  |
| XII  | Cali         | 7 al 8 de octubre de 2022      |  |
| XIII | Cartagena    | 21 al 22 de septiembre de 2023 |  |